# Риг (мифология)
Риг — бог в скандинавской мифологии. Описывается как старый, мудрый и сильный. Один из асов. Связан с Хеймдаллем. Так как последний называется его именем в ключевые моменты некоторых легенд, есть подозрение, что Риг — это и есть Хеймдалль.
Риг — один из старших асов. Он участвует в творении, в особенности — в обустройстве мира, а именно — его социальной структуры. Риг (или Хеймдалль под именем Рига) позволяет появиться трем категориям людей — конунгам, свободным и рабам. Риг (Хеймдалль) — главный персонаж «Песни о Риге».

## Песня о Риге
Риг — странник, сведущий в рунах. Он обучает знатных и дает советы простым людям. Он входит в дома, ложится с женами и девами и от него рождаются родоначальники. Таким образом, Хеймдалль — Риг строит мир людей.